# ایلیوشین ایل-۸۶

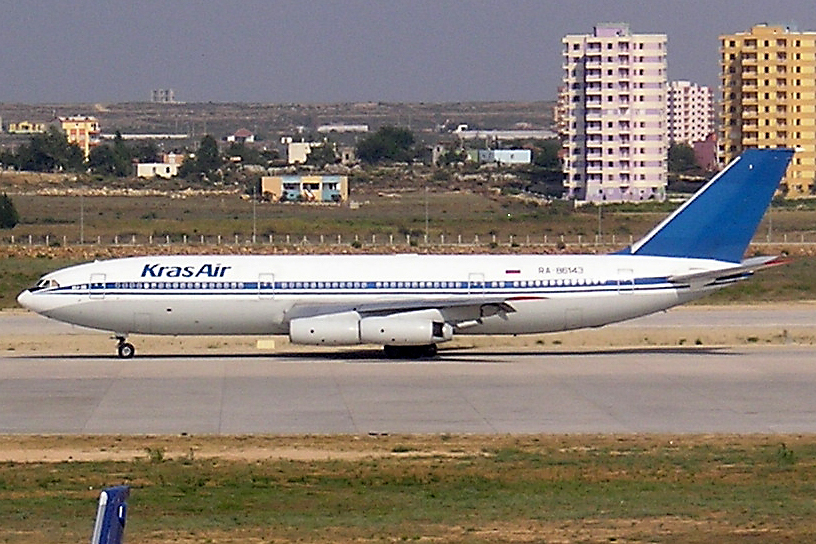
ایلیوشین ایل-۸۶ شرکت کراس‌ایر

ایلیوشین ایل-۸۶ (به روسی: Ильюшин Ил-86) یک هواپیمای مسافربری چهارموتوره پهن پیکر ساخت شرکت ایلیوشین در شوروی است. این هواپیما از سال ۱۹۸۰ روانه بازار شد. در مجموع ۱۰۳ فروند از این هواپیماها تولید و تحویل شد . این هواپیما هنوز هم توسط دو شرکت روسی مورد استفاده قرار می‌گیرد .

## مشخصات
ایلیوشین آی‌ال-۸۶ دارای چهار موتور توربوفن در زیر بالهاست.
- فاصله نوک دو بال: ۴۸٫۱ متر
- طول: ۵۹٫۵ متر
- ارتفاع: ۱۵٫۸ متر
- ظرفیت مسافر: ۳۵۰ نفر
- بیشینه سرعت: ۹۵۰ کیلومتر بر ساعت
- محدوده پرواز: ۳۶۰۰ کیلومتر

## مدل‌ها
- IL-86 مدل استاندارد اولیه.
- IL-87 مدل دارای طراحی جدید.